# Георге Георгију-Деж
Георге Георгију-Деж (рум. Gheorghe Gheorghiu-Dej; 8. новембар 1901 — 19. март 1965) био је комуниста, секретар Румунске радничке партије од 1944. године до 1965. године и председник НР Румуније од 1961. године до 1965. године.

## Биографија
Рођен је 1901. године у Барладу. Године 1930, постао је члан Комунистичке партије Румуније, а 1933. године је ухапшен због учествовања у штрајку и осуђен на робију. Године 1936, постао је члан Централног комитета КП Румуније. Током владавине фашиста Антонескуа у Румунији, Деж је већи део рата провео у затвору, из којег је побегао августа 1944. године.
Након што је Црвена армија ослободила Румунију, Деж је постао нови секретар КП Румуније. Године 1947, учествовао је у принудној абдикацији краља Михаја и де факто постао најутицајнији политичар у Румунији. Разлаз Источног блока с Југославијом 1948. године, Деж је искористио да као „титоисте“ оптужи и осуди неке утицајније чланове партије. Године 1954, накратко је напустио функцију секретара Румунске радничке партије и вршио само функцију премијера Румуније, али се већ следеће године вратио на функцију секретара. Године 1956, подупро је интервенцију Варшавског пакта против Мађарске.
Године 1958, Совјетски Савез је повукао своје последње трупе из Румуније, што је Деж искористио као прилику да Румунију учини што независнијом од Совјета, политика коју ће наставити и његов наследник, Николаје Чаушеску. Укинута је већина совјетско-румунских друштава за међусобну сарадњу и обновљене претензије на Бесарабију, односно тадашњу Молдавску ССР у саставу Совјетског Савеза. Током последњих година своје владавине, Деж је успоставио сарадњу са неким земљама Запада, између осталог са САД.
Георге Георгију Деж умро је од рака плућа у Букурешту 19. марта 1965. године. Био је сахрањен у маузолеју у букурештанском Парку слободе (године 1990, посмртни остаци су му ископани и сахрањено на градском гробљу).

## Наслеђе
Политехнички институт у Букурешту је после његове смрти носио назив „Георге Георгију-Деж“, град Онешти носио је његово име до 1990. године, као и руски град Лиски.